# Salon des Aides de camp

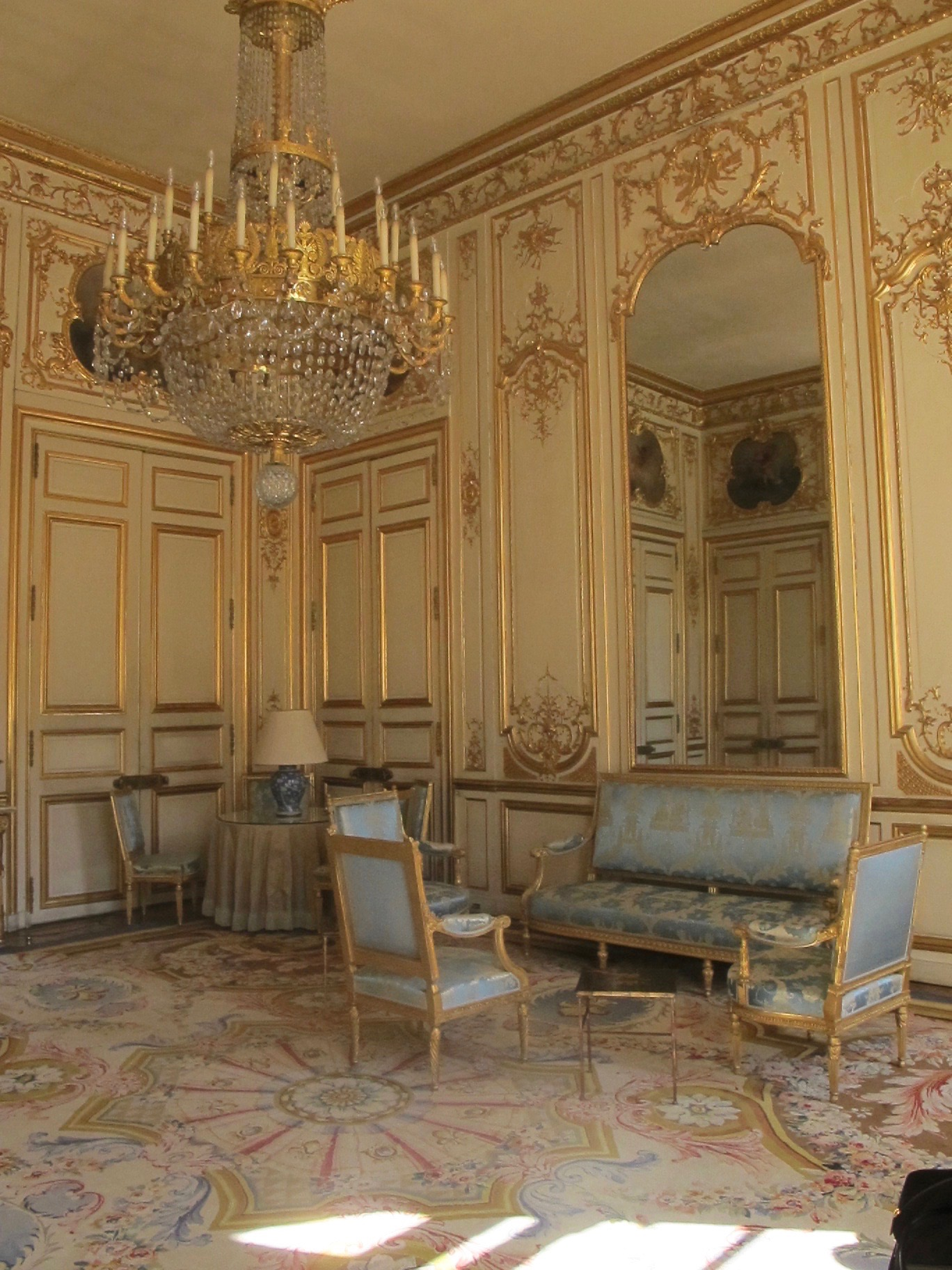
Salon des Aides de camp.

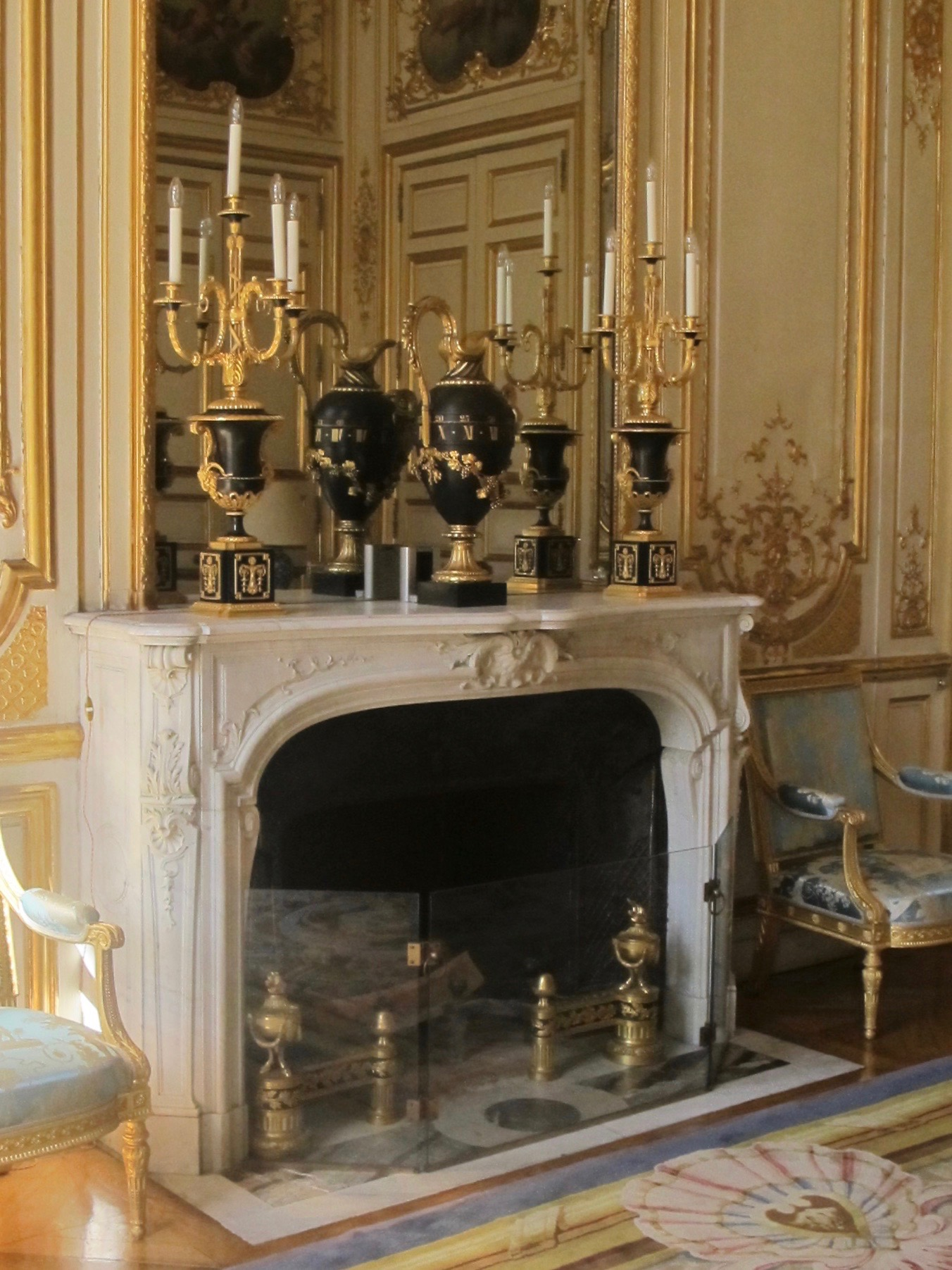
Cheminée.

Le salon des Aides de camp est un salon du palais de l’Élysée, résidence du président de la République.

## Description
Le salon des Aides de camp est une pièce en enfilade qui donne, au Sud, sur le jardin, à l'Est, sur le salon des Ambassadeurs, et à l'Ouest, sur le salon Murat. 
Le salon des aides de camp abrite un tapis rescapé du palais des Tuileries (qui se trouvait dans la salle du trône de Napoléon Ier, d'où la présence des abeilles impériales aux quatre angles, tandis que l'aigle figurant en médaillon fut remplacé à la Restauration par des fleurs de lys et le chiffre de Louis XVIII). Ce salon reçoit son nom sous le Premier Empire en hommage aux aides de camp de Napoléon comme Claude-François de Murat, le marquis de Caulaincourt ou le général Jean-Andoche Junot.
La cheminée de la pièce est une copie de celle située au château de Versailles, dans la chambre à coucher du roi Louis XIV. Sur la cheminée se trouve une pendule à cadran tournant dite pendule du bélier du fait de sa décoration représentant une tête de bélier et une grappe de raisin. Elle ornait le bureau présidentiel durant le mandat de Valéry Giscard d'Estaing.
Le décor d'ensemble a conservé son aspect d'origine, datant du comte d'Évreux. Encadrées de boiseries, les peintures, réalisées par Charles Landelle pour l'empereur Napoléon III, représentent des allégories des quatre éléments, de la paix et de la discorde.

## Histoire
Napoléon III aurait fait commander des boiseries représentant des scènes de chasse pour agrémenter le salon des Aides de camp.
Le salon des Aides de camp est aujourd'hui utilisé pour des déjeuners et dîners officiels lorsque le nombre de convives ne dépasse pas le chiffre de 23. Lors des grandes réceptions au palais, comme lors des dîners d’État, les invités de marque du président patientent dans le salon des Aides de camp.
Du fait de sa petite taille, le salon est privilégié pour les rendez-vous privés ou informels. Valéry Giscard d'Estaing s'y entretient en février 1980 avec Helmut Kohl, qui y fait un malaise. François Hollande y reçoit les primo-députés socialistes en 2012 après les élections législatives de 2012.
Situé près du salon des Ambassadeurs, où se tient le Conseil des ministres, les ministres doivent, avant de se rendre au Conseil, déposer leurs téléphones portables dans un meuble situé dans le salon des Aides de camp.